# 軍用イルカ

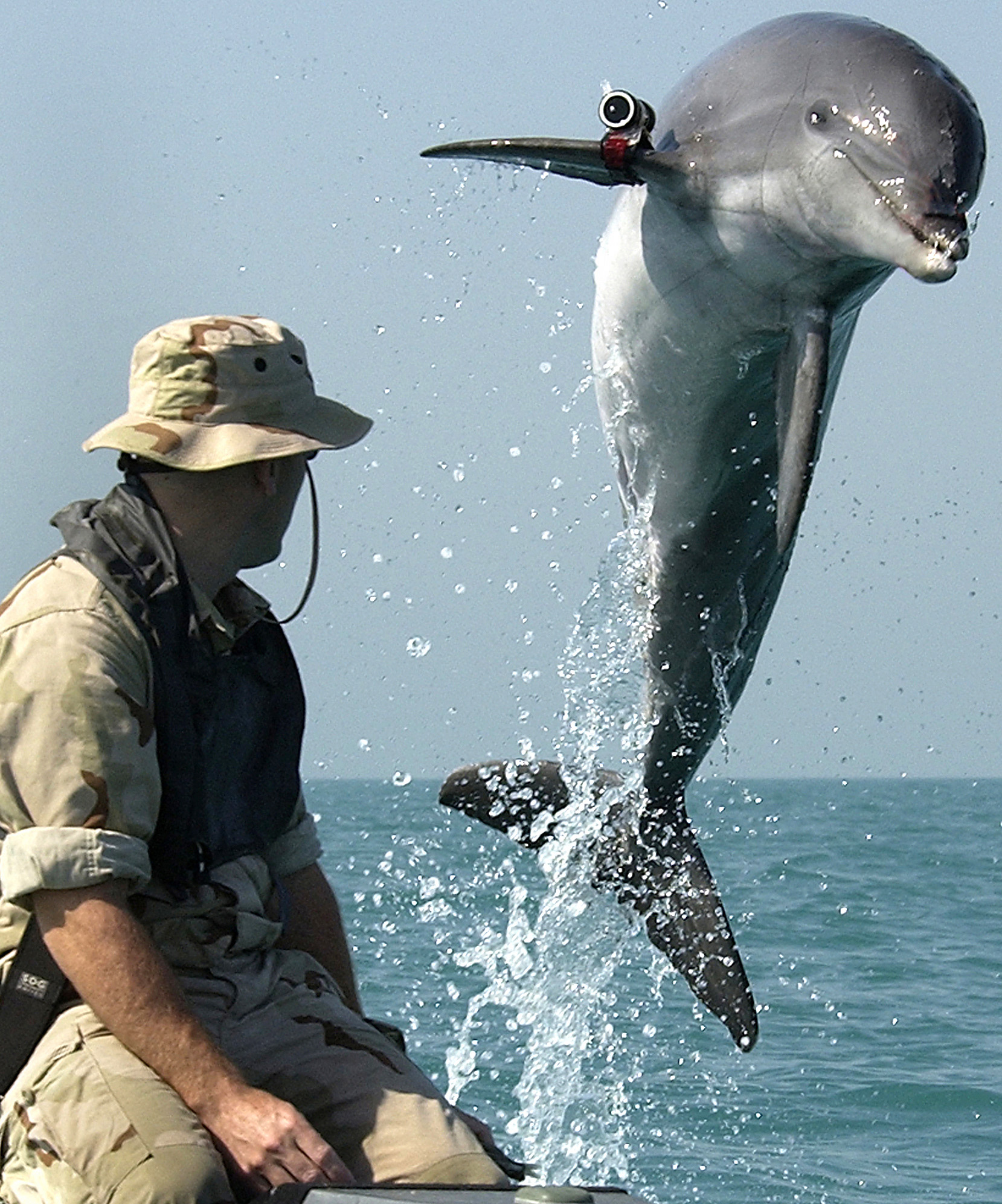
米海軍海洋哺乳類計画に基づいて訓練されているハンドウイルカ
右ヒレに探知用ビーコンが装着されている。

軍用イルカ（ぐんようイルカ、Military dolphin）は、軍事目的で利用されるイルカである。アメリカ軍が利用中であり、ロシア軍には利用計画が存在した。主な任務としては、ダイバーの救助、機雷の探知等が挙げられる。1990年代の湾岸戦争、2003年のイラク戦争においては実戦で使用された。

## 概要
1960年代にアメリカ海軍によりイルカの身体や運動能力、エコロケーションなどが研究され、研究結果のフィルムが公開されている。この研究成果は潜水艦やソナーの開発に生かされたとされる。また、軍用にイルカを使う研究も行われ、ベトナム戦争時のカムラン湾にイルカ部隊が配備されたという報告や、1988年のイラン・イラク戦争時にペルシャ湾に配備されたとする説もある。
1989年には、日本の和歌山県太地町から2頭のハナゴンドウがアメリカ海軍に買い付けられたことが報道された。このイルカはハワイのアメリカ海軍基地へ送られたといわれている。
メディアにおいては、アメリカ海軍が軍用イルカに機雷を装着し敵の戦闘員や民間人を殺害する計画があるのではないかという話題がしばしば登場する。自爆攻撃による潜水艦の破壊、毒矢の装備、ソナー撹乱機器の装着、イルカ同士の戦闘さえも計画されているとされる。しかし米海軍ではこのような計画を否定しており、その証拠も存在しない。またソナー撹乱機器の装着に至っては、そもそもエコロケーションにより物体の位置や距離を測定するイルカ自身の感覚が狂ってしまう恐れもある。
冷戦終了後には軍事予算縮小に伴い、研究施設は減ったともいわれる。
ロシア海軍では1990年代にイルカ利用計画を凍結した。米海軍は海洋哺乳類計画にもとづいてカリフォルニア州サンディエゴの基地でイルカおよびアシカの研究および訓練を継続している。イルカ類としてはハンドウイルカ、マイルカなどが利用されている。
2005年にはハリケーン・カトリーナによって引き起こされた洪水によって、ポンチャートレイン湖の基地で訓練を受けていた軍用イルカが逃亡したと報道された。しかし米海軍はこの報道をナンセンスであると否定しており、現在では都市伝説であると見なされている。
水中警備に問題があるとされたバンゴール海軍潜水艦基地に30頭の配備が検討されている。
ロシアでは水中探索に用いられる。アメリカでは要所警護に用いられる。